# إيزاو ايماي
إيزاو ايماي (باليابانية: 今井功؛ بالكانا: いまい いさお) هو قاضي ومحامي ياباني، ولد في 26 ديسمبر 1939 في طوكيو في اليابان.